# Румен Младжов
Румен Младжов е български строителен инженер, шампион по тенис и автор на книги, свързани с техниката и инженерството. Той е известен с професионалните си постижения в областта на стоманените конструкции и е автор на няколко книги по тази тематика.

## Биография
Румен Василев Младжов е роден на 15 октомври 1937 година в град София. Син е на Васил Крумов Младжов, търговец на тютюни и многократен български шампион по тенис, и Маргарита Джерахова. Завършва строително инженерство в Инженерно-строителния институт през 1962 г.
Младжов започва работа като конструктор в проектанско-конструкторското бюро на металургичния завод „Кремиковци“ (1964 – 1969). След това става един от основателите на строителното предприятие „Метални конструкции“, а от 1982 до 1990 година е негов директор. През 1979 – 1981 година е сред ръководителите на строежа на Националния дворец на културата – най-мащабната обществена сграда в страната по това време с необичайно за периода широко използване на метални конструкции. През 1988 година получава академичната степен старши научен сътрудник II степен.
През 1990 година Румен Младжов заминава за Сан Франциско, където започва работа като проектант в Martin, Middlebrook & Associates, Middlebrook, Louie and Associates (по-късно „Луи Интернешънъл“. С тях той реализира над 30 проекта в Калифорния, както и 44-етажната офис сграда Wisma Mulia 2 и 50-етажната Wisma Mulia Hotel в Джакарта, Индонезия, и значителна част от новото международно летище на Доха, Катар. Той е член и председател (1995 – 1996) на Сеизмичната комисия на Асоциацията на строителните инженери в Северна Калифорния, има редица публикации по теория и история на строителното инженерство.
Последната работа на Румен Младжов за „Луи Интернешънъл“, вече като консултант, е проектът на 9-етажната Crown – горната част на високия 492,6 m небостъргач „Ексчейндж 106“ в Куала Лумпур, Малайзия, намалена до 446 m по време на строителството. Той работи в „Луи Интернешънъл“ до 2017 г., когато като старши сътрудник се оттегля от активна работа. И след това продължава да работи като независим консултант по конструкции и мостове и публикува професионални статии в списания като STRUCTURE, Modern Steel Construction, Civil + structural Engineer, Structural Engineering International.

## Известни проекти
В продължителната си кариера Румен Младжов участва в проектирането и строителството на редица известни сгради и съоръжения, като за някои от тях играе водеща роля в конструктивното проектиране или изпълнението. Сред тях са:
- Новата сграда на Радио „София“ (1972) – един от пилотните проекти на „Метални конструкции“ за изграждане на многоетажни административни сгради със стоманен скелет
- Централното управление на „Булгартабак“
- Зала „Христо Ботев“
- Аспарухов мост (1976)
- Спортна зала „Октомври“, София (1976)
- Национален дворец на културата (1981) – заместник-началник на строежа, отговорен за сградата
- Монумент „1300 години България“ (1981), проектант на носещата конструкция
- Хотел Ленинград, Пловдив (1981)
- „Камбана на мира“, София до хотел „Москва“ (1982), проектант на носещата конструкция
- Зимен дворец на спорта (1982) – началник на строежа
- Виадукт „Бебреш“ (1985)
- Стоманени мостове на магистрала „Хемус“ (1984 – 1985) – като строител (мостовете са с непрекъснати греди на 5 отвора х 72 m и с непрекъсната греда на 3 отвора с централен от 162 m – най-големият в страната по това време)
- Паметник на Съединението, Пловдив (1985), проектант на носещата конструкция
- Входен знак-монумент в Благоевград (1987), проектант на носещата конструкция
- Централно управление на „Метални конструкции“ (1987) – първата в България сеизмично изолирана конструкция (четириетажна стоманена конструкция, с централно носещо ядро и окачени по периферията подови конструкции; монтажът на основната конструкция е завършен за 5 работни дни)
- Второто платно на моста „Чавдар“
- Moskone Center в Сан Франциско
- Clark Center в Станфордския университет
- One Market Plaza – SF

## Награди в САЩ
Носител е на най-престижната награда на САЩ – Excellence in Structural Engineering за сгради от 2004 година – за проекта на James H. Clark Center.

## Книги
- Стоманените конструкции – по-бързо, по-високо, по-силно... (1979) – роководство
- Висящи конструкции (1987) – роководство